# 鋸齒狀紋理

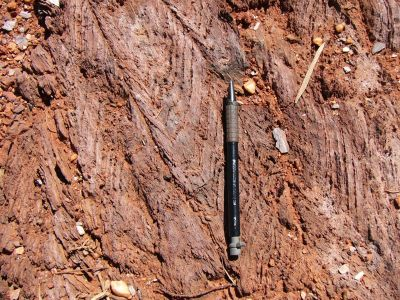
華盛頓州格倫加里盆地 Nathans 礦場中的大型鋸齒狀紋理，形成一個扭結褶皺，顯示了 F5 葉理疊加在早期 F3-F4 葉理。 鉛筆示比例

鋸齒狀紋理（英語：Crenulation）是在千枚岩、片岩和一些片麻岩等變質岩中通過兩個或多個應力方向形成的岩石紋理，它通常是由疊合多方向葉理面組成的。

## 形成
當早期的平面紋理被後來的平面紋理疊合時，就會形成鋸齒狀紋理。 雲母礦物在變質作用過程中重結晶是就能形成葉理。 雲母礦物形成平面葉理，垂直於主應力場。 如果岩石經受兩次變形，其兩次主應力呈角度相交，兩個葉理面會交叉導致鋸齒狀紋理，早期的雲母葉理被晚期的葉理折疊。

## 驗證
識別岩石中的鋸齒狀紋理有時需用透鏡或岩石顯微鏡檢查薄片岩石。一個岩石中可能記錄幾此變形，特別是斑状变晶
。鋸齒狀紋理可能表現為先前葉理面的扭褶，使得原始葉理面看起來被後來的葉理面刻畫變形。 若後期變形更高劇烈，後期的葉理面將早的期葉理面切割相交叉，導致較早的葉理面斷裂、扭褶和折疊成新的葉理面。 更劇烈的後期變形幾乎可以完全消滅原來的葉理面。這些過程是根據不同岩性和化學成分而產生不同的變形速率，因此要了解鋸齒狀紋理的影響或早期葉理的方向必須觀察在露頭中各種岩石。鋸齒狀紋理也可能是促進剪切的初始葉理面。在這種情況下，可能難以重建早期的葉理面。

## 分析
鋸齒狀紋理因為它們是第二次（或更多次）形成葉理面的結果，因此它不僅保留了關於形成鋸齒狀紋理的應力的信息，而且還保留了先前葉理面的應力的信息。首先，必須分析鋸齒狀紋理的初始葉理面，稱為 S1，以及後期疊加的葉理面。這兩個平面的交點形成了相交線。這種相交線 L1-2 可能近似於 後期葉理面F2 的插入角。
鋸齒狀紋理的最初影響可能是隱秘的，只有與先前葉理面呈一定角度的新礦物生長。而這可能只發生在岩石的某些成分中，這些成分在當時的 P-T 條件下有利於該新礦物的生長。
在易碎的岩石條件下，特別是含雲母高的岩石中，鋸齒狀紋理可能會出現“扭結”，其中 S1 葉理面被 S2 葉理面扭結，從而使原始礦物破碎或變形。這可能不會導致新的礦物生長。
鋸齒狀紋理會疊加 S1 葉理面上。最終在極端情況下S2 葉理面會抹去之前的葉理面，若在當時具有適合礦物生長的成分並在潮濕情況下，而觀察斑状变晶可能是鑒定早期葉理面的唯一方法，如果它們任然保持S1 葉理面的痕跡。